# FTD PROTOS
Der PROTOS ist ein Niederflur-Triebzug für den Regionalverkehr mit einer Höchstgeschwindigkeit von 160 km/h. Die FTD Fahrzeugtechnik Dessau entwickelte und baute sechs Triebzüge im Jahr 2006. Die elektrische Ausrüstung stammt von Vossloh Kiepe, Düsseldorf.

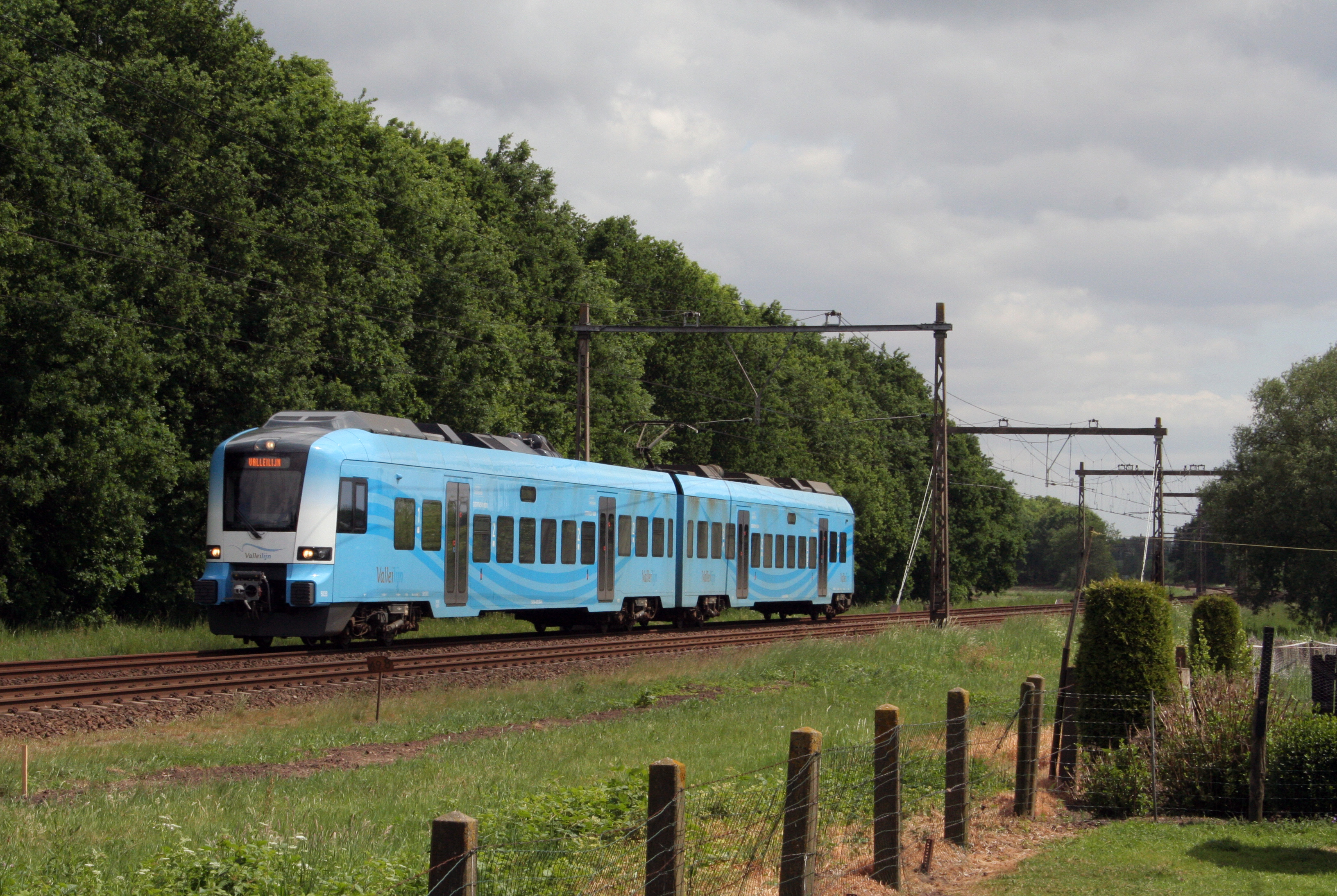
Serientriebzug in den Niederlanden

Die Plattform erlaubt ein- und mehrteilige Fahrzeuge, wobei jeder Wagen als Standardausstattung ein autarkes Antriebsmodul und ein angetriebenes Drehgestell besitzt. Durch diese Unabhängigkeit können Wagen mit unterschiedlichen Antriebsarten und somit Hybridlösungen realisiert werden. Weiterhin sind Höchstgeschwindigkeit und Beschleunigung unabhängig von der Wagenanzahl. Eine Mehrfachtraktion ist möglich. Das Fahrzeugkonzept erlaubt eine nachträgliche Veränderung der Innenausstattung. Der Niederflurbereich umfasst etwa 60 % der gesamten Nutzungsfläche für Passagiere. Der Protos entspricht der prEN-15227-Norm zur Kollisionssicherheit.
Seit 23. September 2007 setzt das niederländische Verkehrsunternehmen Connexxion fünf 2-teilige Elektrotriebzüge des Typs PROTOS zwischen Ede-Wageningen und Amersfoort (NL) ein. Seit 10. Dezember 2023 wird diese Linie mit denselben Fahrzeugen von Keolis betrieben.